# Aéroport international de Punta Cana
L’aéroport de Punta Cana (en espagnol : Aeropuerto Internacional Punta Cana) (code IATA : PUJ • code OACI : MDPC) est un aéroport privé dominicain desservant la ville de Punta Cana et ses environs. Il est également l'aéroport le plus fréquenté du pays. Il a été inauguré en 1984 par le groupe d'investisseurs américains à l'origine de la station balnéaire. Il est possédé par ce même groupe Punta Cana, et demeure le premier aéroport international privé de l'Histoire.

## Situation
| Barahona Constanza La Romana Pedernales Monte Cristi Punta · Cana Samaná · A. Barril Samaná · El Catey Puerto Plata Santiago Saint-D. · Las Américas Saint-D. · La Isabela |

## Trafic

### En graphique
Le graphique qui aurait dû être présenté ici ne peut pas être affiché car il utilise l'ancienne extension Graph, désactivée pour des questions de sécurité. Des indications pour créer un nouveau graphique avec la nouvelle extension Chart sont disponibles ici.

Voir la requête brute et les sources sur Wikidata.

### Zoom sur l'impact du covid de 2019-2020
Le graphique qui aurait dû être présenté ici ne peut pas être affiché car il utilise l'ancienne extension Graph, désactivée pour des questions de sécurité. Des indications pour créer un nouveau graphique avec la nouvelle extension Chart sont disponibles ici.

Voir la requête brute et les sources sur Wikidata.

## Compagnies et destinations
| Compagnies             | Destinations |
| ---------------------- | --- |
| Aeroflot               | Moscou Chérémétiévo |
| Aerolíneas Argentinas  | Buenos Aires-Ezeiza |
| Air Belgium            | Bruxelles-National |
| Air Canada             | Montréal (P.-E.-Trudeau), Toronto (Pearson) |
| Air Canada Rouge       | En saison : Québec (Jean-Lesage) |
| Air Caraïbes           | Paris-Orly |
| Air Europa             | Madrid-Barajas |
| Air France             | En saison : Paris-Charles de Gaulle (débute le 13 janvier 2026)                                                                                             |
| Air Transat            | Québec (Jean-Lesage), Toronto (Pearson) |
| American Airlines      | Austin-Bergstrom, Charlotte-Douglas, Miami, Philadelphie En saison : Boston Logan, Chicago-O'Hare, Dallas-Fort Worth, New York-John F. Kennedy              |
| Avianca                | Bogota-El Dorado, Medellín-J. M. Córdova |
| British Airways        | Londres-Gatwick |
| Condor                 | Francfort En saison charter : Düsseldorf, Munich-F. J. Strauß                                                                                               |
| Copa Airlines          | Panama-Tocumen |
| Corsair International  | Paris-Orly |
| Delta Air Lines        | Atlanta H.-Jackson, New York-John F. Kennedy En saison : Boston Logan, Détroit, Minneapolis-Saint-Paul                                                      |
| Edelweiss Air          | Zurich |
| Eurowings Discover     | Francfort, Munich-F. J. Strauß |
| Evelop Airlines        | Madrid-Barajas |
| Finnair                | En saison : Helsinki-Vantaa |
| Frontier Airlines      | Chicago-O'Hare, Cleveland-Hopkins, Miami, Orlando, Philadelphie En saison : Atlanta H.-Jackson, Lambert-Saint Louis, San Juan - Luis-Muñoz-Marín            |
| Gol Transportes Aéreos | São Paulo/Guarulhos |
| GullivAir              | En saison charter : Bucarest-H. Coandă, Sofia-Vrajdebna |
| Iberojet               | Madrid-Barajas En saison : Barcelone-El Prat, Lisbonne-H. Delgado                                                                                           |
| JetBlue                | Boston Logan, Fort Lauderdale-Hollywood, Newark-Liberty, New York-John F. Kennedy, San Juan - Luis-Muñoz-Marín                                              |
| LATAM Perú             | Lima-J. Chávez |
| Level                  | En saison : Barcelone-El Prat |
| LOT Polish Airlines    | En saison Charter : Katowice-Pyrzowice, Prague-Václav-Havel, Varsovie-Chopin, Vilnius                                                                       |
| Nordwind Airlines      | Moscou Chérémétiévo En saison charter : Iékaterinbourg-Koltsovo, Kazan, Krasnoïarsk-Iémélianovo, Novossibirsk-Tolmatchevo, Oufa, Saint-Pétersbourg-Poulkovo |
| Prinair                | Charter : Aguadilla |
| RUTACA Airlines        | Caracas-Maiquetía |
| Sky Airline Peru       | Lima-J. Chávez |
| Southwest Airlines     | Baltimore-T. Marshall, Chicago-Midway, Fort Lauderdale-Hollywood                                                                                            |
| Spirit Airlines        | Fort Lauderdale-Hollywood , Orlando, Philadelphie |
| TAP Portugal           | Lisbonne-H. Delgado |
| TUI Airways            | Birmingham, Londres-Gatwick, Manchester |
| TUI fly Belgium        | Bruxelles-National |
| TUI fly Netherlands    | Amsterdam |
| United Airlines        | Chicago-O'Hare, Houston-George Bush, Newark-Liberty, Washington-Dulles                                                                                      |
| WestJet                | Toronto (Pearson) |
| Wingo                  | Bogota-El Dorado, Medellín-J. M. Córdova |
| World2fly              | Madrid-Barajas |

Édité le 10/11/2020  Actualisé 15/12/2021